# Niedersachsenpokal 2025/26
Der Niedersachsenpokal 2025/26 ist die 70. Austragung des niedersächsischen Fußball-Verbandspokals der Männer. Zwei Mannschaften qualifizieren sich in getrennten Wettbewerben für die erste Hauptrunde im DFB-Pokal 2026/27, da Niedersachsen zu den drei Landesverbänden mit den meisten Herrenmannschaften im Spielbetrieb gehört und somit zwei Mannschaften in den Vereinspokal entsenden darf.

## Spielmodus
Es werden zwei separate Wettbewerbe ausgespielt. Ein Endspiel zwischen den Siegern der beiden Wettbewerbsbäume ist nicht vorgesehen. Klassenniedrigere Mannschaften haben grundsätzlich Heimrecht. Im einen Wettbewerb traten die niedersächsischen Mannschaften der Drittligasaison 2025/26 sowie der Regionalliga Nord 2025/26 an. Endet ein Spiel nach Ablauf der regulären Spielzeit unentschieden, wird das Spiel um zweimal 15 Minuten verlängert. Ist danach noch keine Entscheidung gefallen, wird der Sieger im Elfmeterschießen ermittelt. Im anderen Wettbewerb treten die Mannschaften der Oberliga Niedersachsen 2025/26 sowie die vier Bezirkspokalsieger der Saison 2024/25 an. Zweite Mannschaften sind nicht teilnahmeberechtigt. Gespielt wird ebenfalls im K.-o.-System. Endet ein Spiel nach Ablauf der regulären Spielzeit unentschieden, folgt bis einschließlich dem Viertelfinale das Elfmeterschießen. Erst im Halbfinale und Finale wird zunächst eine Verlängerung gespielt.

## Wettbewerb 3. Liga / Regionalliga

### Teilnehmer
Am Wettbewerb der 3. Liga und der Regionalliga nehmen zehn Mannschaften teil.
| 3. Liga die niedersächsischen Vereine der Saison 2024/25 | Regionalliga Nord die niedersächsischen Vereine der Saison 2024/25      | Regionalliga Nord die niedersächsischen Vereine der Saison 2024/25 |
| - TSV Havelse - VfL Osnabrück                            | - SV Drochtersen/Assel - Kickers Emden - HSC Hannover - SSV Jeddeloh II | - Blau-Weiß Lohne - SV Meppen - VfB Oldenburg - FSV Schöningen     |

### Halbfinale
| Datum                     |                    | Ergebnis |                           |
| ------------------------- | ------------------ | -------- | ------------------------- |
| 30. Juli 2025, 19:00 Uhr  | HSC Hannover (IV)  | 1:3      | TSV Havelse (III)         |
| 6. August 2025, 19:30 Uhr | Kickers Emden (IV) | 0:5      | SV Drochtersen/Assel (IV) |

### Viertelfinale
| Datum                        |                           | Ergebnis |                      |
| ---------------------------- | ------------------------- | -------- | -------------------- |
| 6. August 2025, 19:00 Uhr    | SV Drochtersen/Assel (IV) | –:–      | Blau-Weiß Lohne (IV) |
| 6. August 2025, 19:00 Uhr    | FSV Schöningen (IV)       | 0:1      | TSV Havelse (III)    |
| 3. September 2025, 19:00 Uhr | SSV Jeddeloh II (IV)      | –:–      | VfL Osnabrück (III)  |
| 23. September, 18:30 Uhr     | VfB Oldenburg (IV)        | –:–      | SV Meppen (IV)       |

## Wettbewerb Amateure

### Teilnehmer
Am Wettbewerb der Amateure nehmen 14 der 16 Mannschaften der Oberliga Niedersachsen der Saison 2025/26 sowie die vier Bezirkspokalsieger der Saison 2024/25 teil. Die in der Oberliga Niedersachsen spielenden zweiten Mannschaften von Eintracht Braunschweig und SV Meppen sind nicht teilnahmeberechtigt.
| Oberliga Niedersachsen die Vereine der Saison 2025/26 | Oberliga Niedersachsen die Vereine der Saison 2025/26 | Bezirkspokal die Sieger der Saison 2024/25                                                                                 |
| - TuS Bersenbrück - MTV Eintracht Celle - SV Atlas Delmenhorst - 1. FC Germania Egestorf/Langreder - SV Arminia Hannover - Heeslinger SC - VfV 06 Hildesheim - SV Holthausen Biene - Lüneburger SK Hansa | - VfL Oldenburg - BSV Rehden - SC Spelle-Venhaus - FC Verden 04 - SSV Vorsfelde - TSV Wetschen - SV Wilhelmshaven - MTV Wolfenbüttel - Lupo Martini Wolfsburg | - SSV Kästorf (Braunschweig) - Rotenburger SV (Lüneburg) - SV Bevern (Weser-Ems) - TSV Krähenwinkel/Kaltenweide (Hannover) |

### Qualifikation
| Datum                    |                   | Ergebnis        |                            |
| ------------------------ | ----------------- | --------------- | -------------------------- |
| 26. Juli 2025, 17:00 Uhr | SSV Kästorf (VI)  | 0:2             | Lupo Martini Wolfsburg (V) |
| 27. Juli 2024, 15:00 Uhr | Heeslinger SC (V) | 2:2 (4:3 i. E.) | SC Spelle-Venhaus (V)      |

### Achtelfinale
| Datum                     |                                       | Ergebnis        |                          |
| ------------------------- | ------------------------------------- | --------------- | ------------------------ |
| 26. Juli 2025, 14:30 Uhr  | TuS Bersenbrück (V)                   | 4:1             | MTV Wolfenbüttel (V)     |
| 2. August 2025, 14:00 Uhr | FC Verden 04 (V)                      | 3:2             | BSV Rehden (V)           |
| 2. August 2025, 15:00 Uhr | SV Bevern (VI)                        | 4:6 i. E. (1:1) | TSV Wetschen (V)         |
| 2. August 2025, 16:00 Uhr | 1. FC Germania Egestorf-Langreder (V) | 1:0             | Heeslinger SC (V)        |
| 3. August 2025, 15:00 Uhr | TSV Krähenwinkel/Kaltenweide (VI)     | 3:4             | Lüneburger SK Hansa (V)  |
| 3. August 2025, 15:00 Uhr | Rotenburger SV (VI)                   | 1:2             | SV Wilhelmshaven (V)     |
| 3. August 2025, 15:00 Uhr | Lupo-Martini Wolfsburg (V)            | 1:3             | SV Holthausen Biene (V)  |
| 3. August 2025, 16:00 Uhr | VfV 06 Hildesheim (V)                 | 6:5 i. E. (1:1) | SV Atlas Delmenhorst (V) |